# Mikroregiony v Karlovarském kraji
Mikroregiony jsou regiony malého geografického měřítka. V Karlovarském kraji byly zakládány od roku 1993 a jejich celkový počet je 19.
| Název                                            | Sídlo            | Okres                                                                           | Účel |
| ------------------------------------------------ | ---------------- | ------------------------------------------------------------------------------- | --- |
| Mikroregion Pod Chlumem – v likvidaci            | Habartov         | Sokolov                                                                         | regionální rozvoj |
| Region Karlovarský venkov                        | Otovice          | Karlovy Vary                                                                    | regionální rozvoj |
| SDRUŽENÍ AŠSKO                                   | Aš               | Cheb                                                                            | společnou prací zásadním způsobem zviditelňovat dotčené oblasti a vytvářet podmínky pro ekonomický rozvoj. |
| Svazek měst a obcí Kraslicka                     | Kraslice         | Sokolov                                                                         | předmětem činnosti Svazku je především: koordinace rozvoje cestovního ruchu na území obcí Svazku, koordinace přeshraniční spolupráce obcí, zajišťování skládkování tuhého domovního odpadu, správa vodovodní a kanalizační sítě, společná dohoda o hrazení systémů veřejné dopravy k zajištění dopravní obslužnosti daného území, společné pořádání kulturních akcí.                                                                              |
| Svazek obcí Doupovské hory                       | Žlutice          | Karlovy Vary                                                                    | regionální rozvoj |
| Mariánskolázeňsko                                | Velká Hleďsebe   | Cheb                                                                            | koordinování celkového rozvoje území mikroregionu na základě společné strategie, přímé provádění společných investičních akcí, společná propagace v cestovním ruchu, společný postup při prosazování ekologické stability území, péče o památky, lidské zdroje, zaměstnanost |
| Mikroregion Chebsko                              | Cheb             | Cheb                                                                            | vzájemná pomoc při prosazování a uskutečňování komplexního územního, ekonomického a sociálního rozvoje |
| Regionální sdružení obcí a měst Euregio Egrensis | Karlovy Vary     | Cheb, Karlovy Vary, Sokolov, Tachov                                             | všestranně působit k prohloubení a rozvíjení přátelských vztahů mezi ČR a SRN – obcemi, městy, institucemi i jednotlivci. Doporučuje náměty ke spolupráci partnerských stran v příhraničním regionu trojmezí Čech, Bavorska a Saska |
| Sdružení Centrální Krušnohoří                    | Jáchymov         | Chomutov, Karlovy Vary                                                          | zajišťování regionálního programování a realizace místní strategie regionálního rozvoje, podpora hospodářských aktivit v regionu, navázání spolupráce a organizační propojení s obdobnými sdruženími, popř. s dalšími organizacemi, spolupráce s příhraničními sousedícími obcemi, zvyšování atraktivity regionu pro aktivní cestovní ruch, propagace regionu, podpora rozvoje infrastruktury, zemědělství, ochrany a tvorba životního prostředí. |
| Sdružení Krušné hory - západ                     | Ostrov           | Karlovy Vary, Sokolov                                                           | propagace cestovního ruchu, kultury a sportu |
| Sdružení obcí a firem - Chebská pánev            | Cheb             | Cheb                                                                            | regionální rozvoj |
| Slavkovský les pro obnovu venkova                | Teplá            | Cheb, Karlovy Vary, Plzeň-sever, Sokolov                                        | zabezpečení koordinovaného postupu orgánů místních samospráv ve věci programu obnovy a rozvoje venkova, propagace mirkoregionu a dalších souvisejících aktivit, poskytuje poradenské a informační služby v oblasti rozvoje venkovského prostoru |
| Svazek obcí Bystřice                             | Pernink          | Karlovy Vary                                                                    | regionální rozvoj |
| Svazek obcí EKOODPADY                            | Cheb             | Karlovy Vary                                                                    | vytvoření integrovaného systému nakládání s odpady v Karlovarském kraji. |
| Svazek obcí Kamenné vrchy                        | Luby             | Cheb                                                                            | regionální rozvoj |
| Svazek obcí Plešivec                             | Abertamy         | Karlovy Vary                                                                    | podpora rozvoje cestovního ruchu s využitím hory Plešivec. Zanikl v roce 2019. |
| Svazek obcí Sokolov - východ                     | Královské Poříčí | Sokolov, Karlovy Vary                                                           | zabezpečení koordinovaného postupu ve věci programu obnovy venkova a dalších programů, kde bude účelný společný postup v daném mikroregionu. Hospodářský, kulturní a sociální rozvoj mikroregionu. Realizace opatření souvisejících s dolovou činností, která probíhá v bezprostřední blízkosti obcí. |
| Vodohospodářské sdružení měst a obcí Sokolovska  | Sokolov          | Sokolov                                                                         | jednotná správa a řízení skupinového vodovodu Horka, společných rozvodů pitné vody a vodohospodářských zařízení. Jednotná správa a řízení místních rozvodů pitné vody, kanalizací a čistíren odpadních vod členských obcí až po vypouštěcí místa |
| Vodohospodářské sdružení obcí západních Čech     | Karlovy Vary     | Karlovy Vary, Chomutov, Sokolov, Tachov, Domažlice, Plzeň-sever, Rakovník, Cheb | jednotná správa a řízení obecních vodovodů a kanalizací a dalších společných částí z majetku obcí, které slouží výrobě a rozvodu vody, k odvodu a likvidaci odpadních vod na principu investiční a cenové solidarity členů svazku. |